# شهریار (صابرآباد)
شهریار (به ترکی آذربایجانی:Şəhriyar، تا سال ۲۰۰۴ الکساندروفکا Aleksandrovka و الکساندروفسکویه Aleksandrovskoe) یک منطقه مسکونی در جمهوری آذربایجان است که در شهرستان صابرآباد واقع شده‌است. شهریار ۲۵۲۶ نفر جمعیت دارد.